# استاروسورمتوو
استاروسورمتوو (انگلیسی: Starosurmetovo) یک شهرک در شهرستان چکماگوشفسکی استان باشقیرستان کشور روسیه است.